# 维尔米努斯
维尔米努斯（英語：Verminus）古罗马宗教和神话中的神祇之一。它作为古罗马众多的职司农业的神祇之一发挥影响并产生作用。其事迹反映于相关铭文等文物中，具有重要地影响与积极意义。